# Пакистан на зимних Олимпийских играх 2014
Пакистан принимал участие в зимних Олимпийских играх 2014, которые проходилив Сочи с 7 по 23 февраля.

## Состав и результаты олимпийской сборной Пакистана

### Горнолыжный спорт
Спортсменов — 1
Мужчины
| Соревнование      | Спортсмены     | Скоростной спуск/ 1 спуск | Скоростной спуск/ 1 спуск | Слалом/ 2 спуск | Слалом/ 2 спуск | Всего   | Место |
| Соревнование      | Спортсмены     | Время                     | Место                     | Время           | Место           | Всего   | Место |
| ----------------- | -------------- | ------------------------- | ------------------------- | --------------- | --------------- | ------- | ----- |
| Гигантский слалом | Мухаммад Карим | 1:43,44                   | 77                        | 1:43,97         | 71              | 3:27,41 | 71    |
| Слалом            | Мухаммад Карим |                           |                           |                 |                 |         |       |